# 恩卡塔贝县
11°30′S 34°00′E / 11.500°S 34.000°E
恩卡塔贝县（Nkhata Bay District）是馬拉維北部的一個縣，屬於北部區的一部分，該縣北臨龙皮县，東接馬拉維湖，南毗恩科塔科塔縣，西鄰姆津巴縣，面積4,071平方公里，人口164,761。